# Mercury Montego
Mercury Montego — марка автомобилей, выпускавшихся подразделением Mercury компании Ford.

## Первое поколение (1968—1971)
Первое поколение Mercury Montego было представлено в 1968 году наряду с Ford Torino. Название Montego было утверждено в 1970 году.
Автомобиль выпускался в кузовах четырёхдверный седан, двухдверный хардтоп, четырёхдверный универсал и двухдверный кабриолет. Модельный ряд предлагался в следующих комплектациях: Base и MX.
В 1970 году Mercury Montego претерпел модернизацию экстерьера, добавив выдвигающийся вперёд капот и решётку радиатора. Кабриолет был снят с производства и заменён четырёхдверным хардтопом. Седаны получили индекс MX Brougham, а универсал — MX Villager. Отличительными особенностями стали скрытые фары.

### Галерея
- 1968 Mercury Montego MX
- 1969 Montego MX
- Вид сзади
- 1969 Mercury Montego
- 1969 Mercury Montego MX Villager
- 1970 Mercury Montego
- 1971 Mercury Montego

## Второе поколение (1972—1976)
Второе поколение Mercury Montego было представлено в 1972 году вместе с Ford Torino. Спортивный вариант, получивший индекс Montego GT, выпускался до 1973 года.
После газового кризиса 1973 года продажи снизились из-за общепромышленных проблем с экономией топлива. Обновлённый Mercury Cougar 1974 года выпуска был заменён на шасси Ford Mustang и увеличен в размерах до двухдверного кузова Montego, который также был представлен в середине года с добавлением Ford Elite. Новый Cougar, который был более конкурентоспособен в растущем сегменте персональных автомобилей класса люкс среднего класса, привел к дублированию моделей, что привело к замедлению продаж Montego наряду с успехом Mercury Monarch, поскольку покупатели перешли от средне- и полноразмерных автомобилей к экономичным компактным седанам.
К 1976 году производство Mercury Montego было заморожено.

### Галерея
- 1972 Mercury Montego GT
- 1973 Mercury Montego GT
- 1974 Mercury Montego MX Brougham
- 1974 Mercury Montego MX Villager
- Интерьер
- 1975 Mercury Montego
- 1976 Mercury Montego Villager

## Третье поколение (D333; 2004—2007)
12 июля 2004 года индекс Montego был присвоен автомобилю Ford Five Hundred. Mercury Montego третьего поколения, позиционирующийся ниже Grand Marquis, являлся преемником Sable наряду с Milan. Модель была доступна в комплектациях Luxury и Premier.
Автомобиль выпускался в Чикаго, наряду с Ford Five Hundred и Ford Freestyle. В апреле 2007 года производство Mercury Montego было остановлено.

### Продажи
| Год  | Продажи в Америке |
| ---- | ----------------- |
| 2004 | 2,974             |
| 2005 | 27,007            |
| 2006 | 22,332            |
| 2007 | 10,755            |

### Галерея
- 2004—2006 Mercury Montego
- 2005 Mercury Montego
- Интерьер
- 2008 Mercury Sable Premier